# Sammy Hagar (album)
| Recensione | Giudizio |
| ---------- | -------- |
| AllMusic   | [ 1 ]    |

Sammy Hagar è il secondo album di Sammy Hagar, uscito nel 1977.
L'album è divenuto noto per i fan del cantante come The Red Album, dal nome della prima traccia del disco, Red.

## Tracce
1. Red - 4:06 -  (John Carter / Sammy Hagar)
2. Catch The Wind - 4:35 -  (Donovan)
3. Cruisin' & Boozin' - 3:08 -  (Sammy Hagar)
4. Free Money - 3:58 -  (Lenny Kaye / Patti Smith)
5. Rock 'N' Roll Weekend - 3:10 -  (Sammy Hagar)
6. Fillmore Shuffle - 3:45 -  (Bruce Stephens)
7. Hungry - 3:06 -  (Barry Mann / Cynthia Weil)
8. The Pits - 3:07 -  (John Carter / Sammy Hagar)
9. Love Has Found Me - 3:51 -  (Sammy Hagar)
10. Little Star/Eclipse - 6:10 -  (Sammy Hagar)

## Formazione
- Sammy Hagar - voce
- Bill Church - basso
- Alan Fitzgerald - tastiere
- David Lewark - chitarra
- Scott Mathews - batteria